# Операція «Іті-Го»
Операція Іті-го — серія військових боїв між Імперською Японською армією, та Національно-революційною армією Республіки Китай, яка відбувалась квітень-грудень 1944. Військові дії відбувалися в трьох різних провінціях Китаю: Хенань, Хунань, Гуансі.
Операцію можна розділити на 3 основні битви: битву за центральний Хенань, битву за Чанша та Ґуйлінь-Лючжоуську битву. Операцію Іті-го розділяють на: Операцію КОГО, до якої відноситься битва за центральний Хенань, Операцію ТОГО 1, ТОГО 2 і ТОГО 3.
Операція Іті-го ставила перед собою дві основні мети. Перша, відкрити піший шлях до Французького Індокитаю. Друга, захопити військово-повітряні бази на південному сході Китаю, з яких американські бомбардувальники здійснювали повітряні атаки на Японські острови та японський флот.
Японською операцію також називали — Таіріку Датсу Сакусен (大陸打通作戦), або «Міжконтинентальна Операція», а китайським аналогом назви була Битва Хенань-Хунань-Гуансі (спрощена китайська: 豫湘桂会战; традиційна китайська: 豫湘桂會戰; піньїнь: Yù Xīang Guì Huìzhàn).

## Кампанія

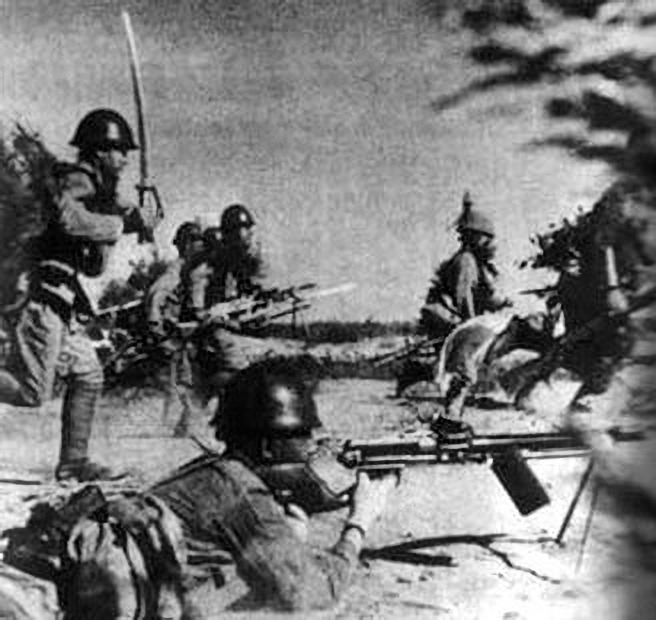
Операція Іті-го, Вторгнення Японської Імперської армії в Хенань, 1944

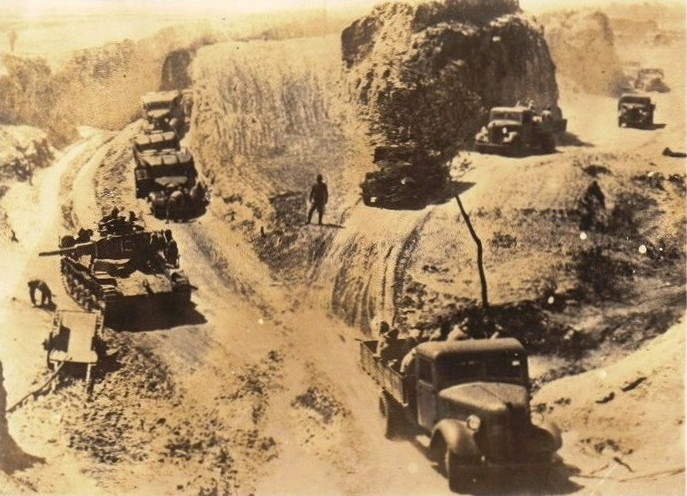
1944 Операція Іті-го

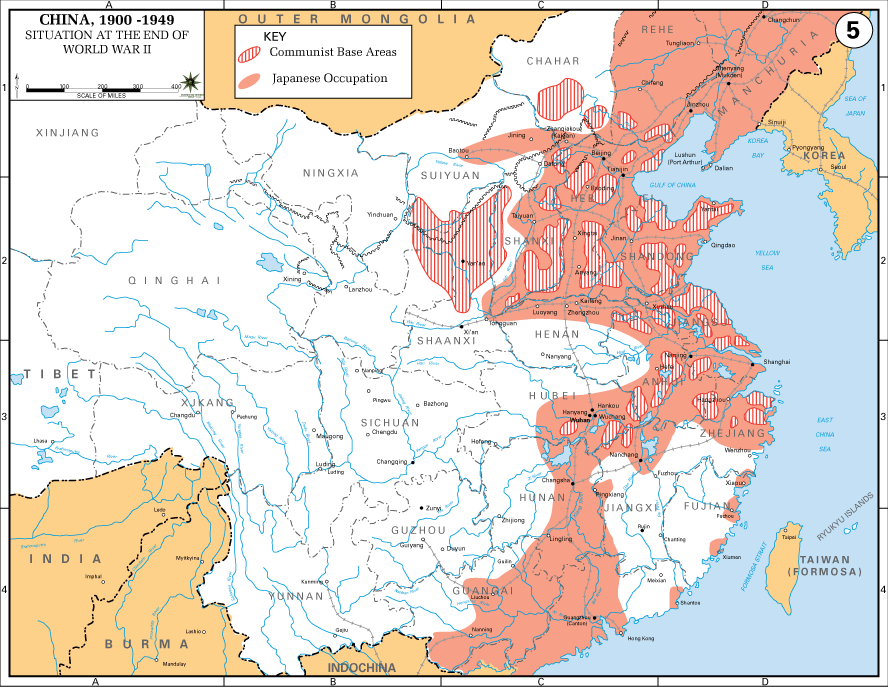
Японська окупація (червоним) східного Китаю під кінець війни, та зони партизанської активності китайських комуністів (в смужку)

Операція була розділена на 2 фази. Під час першої фази, японські війська мали захопити Пінганську залізницю, яка сполучала Пекін та Ухань. А під час другої, мали змістити військово-повітряні сили США, які розташовувались в провінції Хунань та дійти до міста Лічжоу, оскільки місто стояло на кордоні з підконтрольним японцям Індокитаєм.
До виконання операції була залучено Квантунську армію, механізовані підрозділи, підрозділи з північно-китайського театру військових дій та військові сполучення з острівної Японії, а також Манчжурську державу, яка надавала частину військового спорядження та техніки. Це була найбільша сухопутна кампанія, яка відбувалась впродовж Японсько-китайської війни. Велика частина китайських солдат, яка була підготована американськими військовими, та припасів, була заблокована в Бірманському театрі військових дій, під командуванням Джозефа Стілвелла, який здійснював підтримку на основі ленд-лізу.
Під час Операції Іті-Го, приблизно 390 000 китайський солдат, під командуванням генерала Тана Еньбо, було розміщено для захисту стратегічно важливої позиції — міста Лоян. 3-тя танкова дивізія Імперської Японської армії перетнула Хуанхе, перемогла китайські сили біля округу Сюйчань та взяла місто Лоян в облогу. Місто захищало 3 китайські дивізії, але облога, яка почалась 13 травня, закінчилась перемогою японців 25 травня.
Друга фаза Іті-го, почалась після взяття Лояна, тобто в кінці травня. Командування намагалося розширити успіх першої фази. Японські війська просунулись на південь і окупували міста Чанша, Хеньян, Гуйлінь і Лючжоу. В грудні 1944 японські війська дійшли до Французького Індокитаю, чим виконали поставлену ціль операції.
Втім, були досягнуті й інші цілі операції. Американські військово-повітряні сили перемістились в глибину континенту, замість прибережних авіабаз. Також, Британські військові, які співпрацювали з Китаєм у складі Місії 204, мали покинути Китай та перейти в Бірму.
Бомбардувальники, які були задіяні в Операції Маттерхорн (ціллю якої було бомбардування Японії та японських баз в Азії, теж мали змінити місцезнаходження. Це лише на деякий час послабило бомбардування, оскільки на початку 1945 основні авіабази, з яких здійснювалися бомбардування знаходились на Маріанських островах. Цей факт, по суті, зводить нанівець успіхи здобуті під час Операції Іті-го.

## Наслідки
З різким погіршенням справ на китайському фронті після початку Операції Іті-го, генерал Джозеф Стілвелл побачив можливість збільшити свій політичний вплив та перемогти свого опонента Чан Кайші, і після цього здобути командування над усіма військовими формуваннями в Китайському театрі військових дій. Джозеф Стілвелл міг переконати генерала Джорджа Маршалла, щоб останній переконав Президента США Франкліна Рузвельта надіслати Чану Кайші листа з ультиматумом, в якому американська допомога припинялась, поки Стілвелл не отримав у свої руки повне командування.
Стілвелл одразу надіслав такого листа Чану Кайші, не дивлячись на прохання Патріка Хьорлі, спеціального представника Рузвельта в Китаї, не відправляти листа та працювати над угодою, в якій Стілвелл досяг би своїх цілей за допомогою способів більш прийнятних для Чана Кайші. Такий лист був загрозою для Китаю, тому Чан Кайші написав офіційного листа Американському командуванню в якому говорилось, що Стілвелл повинен бути замінений іншим кваліфікованим генералом, який зможе зайняти його пост. У результаті, Стілвелл був знятий з посади начальника штабу та новим Головнокомандувачем Американських сил в Китайському театрі військових дій став генерал Альберт Ведемейер. А інші обов'язки Стілвелла було розподілено між офіцерами.
Хоч Чан Кайші і мав успіх в усуненні Стілвелла, але його оцінка, як позитивного військового та політичного діяча не була високою, через його приналежність до партії Гоміндан, в якій більшість американців бачила не демократичний режим.
Вплив успіху Операції Іті-го на війну був не досить значним. Американські бомбардування Японських островів все ще продовжувалися, але тепер з острова Сайпан та інших військово-повітряних баз в Тихому Океані. В територіальному плані японські війська контролювали лише міста, а не їхні навколишні території. Розширення окупованих територій було теж досить сумнівним, оскільки більшість військових сил змогли відступити та атакувати японські позиції пізніше. В результаті, японці спробували дати бій в провінції Сичуань, наприклад битва за західний Хунань, де зазнали поразки. Після Операції Іті-го Японська Імперія не приблизилась до знищення китайського опору. Постійні поразки Японської Імперії в Тихому Океані свідчили про те, що Японська Імперія не має ресурсів та часу для перегрупування і відпочинку, щоб остаточно знищити китайський опір. На середину жовтня кількість японських солдат, які були вбиті в битвах була приблизно 11 742, а кількість смертей від хвороби була вдвічі більша. Загальна кількість жертв дорівнювала 100 000.
Також Операція Іті-го створила певний хаос на територіях на яких велись військові дії. Цим скористались партизани-комуністи, для збільшення свого впливу та здобуття контролю над селами й передмістями.